# Сол Кемпбелл
Сол Ке́мпбелл (англ. Sol Campbell; нар. 18 вересня 1974, Лондон) — англійський футболіст, що грав на позиції центрального захисника. По завершенні ігрової кар'єри — тренер. З 2018 року очолює тренерський штаб команди «Маклсфілд Таун».
Відомий своїми закликами та пропагандою щодо небезпеки відвідання України та Польщі іноземцями під час Євро-2012 через расизм та злочинність.

## Клубна кар'єра
Вихованець футбольної школи клубу «Тоттенхем Хотспур». Дорослу футбольну кар'єру розпочав 1992 року в основній команді того ж клубу, в якій провів дев'ять сезонів, взявши участь у 255 матчах чемпіонату. Більшість часу, проведеного у складі «Тоттенхем Хотспур», був основним гравцем захисту команди. За цей час виборов титул володаря Кубка англійської ліги.
Своєю грою за «шпор» привернув увагу представників тренерського штабу клубу «Арсенал», до складу якого приєднався 2001 року. Відіграв за «канонірів» наступні п'ять сезонів своєї ігрової кар'єри. Граючи у складі лондонського «Арсенала» також здебільшого виходив на поле в основному складі команди. За цей час додав до переліку своїх трофеїв два титули чемпіона Англії, став триразовим володарем Кубка Англії та дворазовим володарем Суперкубка Англії.
З 2006 по 2009 рік грав у складі «Портсмута», після чого перейшов до «Ноттс Каунті», який виступав у четвертому за силі дивізіоні, але вже після дебютного матчу контракт було розірвано за згодою сторін і Сол повернувся до «Арсенала», де з жовтня підтримував форму з резервною командою, а 12 січня 2010 року підписав повноцінний контракт до кінця сезону.
Завершив професійну ігрову кар'єру влітку 2011 року у клубі «Ньюкасл Юнайтед», в який перейшов на правах вільного агента 28 липня 2010 року.

## Виступи за збірні
Протягом 1994—1996 років залучався до складу молодіжної збірної Англії. На молодіжному рівні зіграв у 11 офіційних матчах, забив 2 голи.
У 1994 та 2006 році провів по матчу у складі другої збірної Англії.
18 травня 1996 року дебютував в офіційних матчах у складі національної збірної Англії. Протягом кар'єри у національній команді, яка тривала 12 років, провів у формі головної команди країни 73 матчі, забивши 1 гол.
У складі збірної був учасником чемпіонату Європи 1996 року в Англії, на якому команда здобула бронзові нагороди, чемпіонату світу 1998 року у Франції, чемпіонату світу 2002 року в Японії і Південній Кореї, чемпіонату Європи 2004 року у Португалії та чемпіонату світу 2006 року у Німеччині.

## Кар'єра тренера
Розпочав тренерську кар'єру, повернувшись до футболу після невеликої перерви, 2017 року, ставши асистентом Денніса Лоренса, головного тренера збірної Тринідаду і Тобаго, де пропрацював до 2018 року.
2018 року очолив тренерський штаб команди «Маклсфілд Таун» з Другої Футбольної ліги (третій англійський дивізіон).
| Дата       | Місто      | Господарі          | Результат          | Гості              | Турнір                | Голи | Примітки  |
| ---------- | ---------- | ------------------ | ------------------ | ------------------ | --------------------- | ---- | --------- |
| 18/05/1996 | Лондон     | Англія             | 3 – 0              | Угорщина           | товариський матч      | -    | 75'       |
| 15/06/1996 | Лондон     | Шотландія          | 0 – 2              | Англія             | ЧЄ 1996 - 1-й етап    | -    | 85'       |
| 9/11/1996  | Тбілісі    | Грузія             | 0 – 2              | Англія             | Відбір до ЧС 1998     | -    |           |
| 12/02/1997 | Лондон     | Англія             | 0 – 1              | Італія             | Відбір до ЧС 1998     | -    |           |
| 30/04/1997 | Лондон     | Англія             | 2 – 0              | Грузія             | Відбір до ЧС 1998     | -    |           |
| 24/05/1997 | Манчестер  | Англія             | 2 – 1              | ПАР                | товариський матч      | -    | 89'       |
| 31/05/1997 | Краків     | Польща             | 0 – 2              | Англія             | Відбір до ЧС 1998     | -    |           |
| 7/06/1997  | Париж      | Франція            | 0 – 1              | Англія             | товариський матч      | -    |           |
| 10/06/1997 | Бордо      | Бразилія           | 1 – 0              | Англія             | товариський матч      | -    | 65'       |
| 10/09/1997 | Лондон     | Англія             | 4 – 0              | Молдова            | Відбір до ЧС 1998     | -    | 89'       |
| 11/10/1997 | Рим        | Італія             | 0 – 0              | Англія             | Відбір до ЧС 1998     | -    | 17'       |
| 15/11/1997 | Лондон     | Англія             | 2 – 0              | Камерун            | товариський матч      | -    |           |
| 11/02/1998 | Лондон     | Англія             | 0 – 2              | Чилі               | товариський матч      | -    |           |
| 22/04/1998 | Лондон     | Англія             | 3 – 0              | Португалія         | товариський матч      | -    |           |
| 27/05/1998 | Рабат      | Марокко            | 0 – 1              | Англія             | товариський матч      | -    |           |
| 29/05/1998 | Брюссель   | Бельгія            | 0 – 0              | Англія             | товариський матч      | -    | кап., 76' |
| 15/06/1998 | Марсель    | Англія             | 2 – 0              | Туніс              | ЧС 1998 - 1-й етап    | -    | 88'       |
| 22/06/1998 | Тулуза     | Румунія            | 2 – 1              | Англія             | ЧС 1998 - 1-й етап    | -    |           |
| 26/06/1998 | Ланс       | Колумбія           | 0 – 2              | Англія             | ЧС 1998 - 1-й етап    | -    |           |
| 30/06/1998 | Сент-Етьєн | Аргентина          | 2 – 2 (6 - 5 п.п.) | Англія             | ЧС 1998 - 1/8 фіналу  | -    |           |
| 5/09/1998  | Стокгольм  | Швеція             | 2 – 1              | Англія             | Відбір до ЧЄ 2000     | -    | 75'       |
| 10/10/1998 | Лондон     | Англія             | 0 – 0              | Болгарія           | Відбір до ЧЄ 2000     | -    |           |
| 14/10/1998 | Люксембург | Люксембург         | 0 – 3              | Англія             | Відбір до ЧЄ 2000     | -    |           |
| 18/11/1998 | Лондон     | Англія             | 2 – 0              | Чехія              | товариський матч      | -    | кап.      |
| 27/03/1999 | Манчестер  | Англія             | 3 – 1              | Польща             | Відбір до ЧЄ 2000     | -    |           |
| 5/06/1999  | Лондон     | Англія             | 0 – 0              | Швеція             | Відбір до ЧЄ 2000     | -    |           |
| 9/06/1999  | Софія      | Болгарія           | 1 – 1              | Англія             | Відбір до ЧЄ 2000     | -    | 52'       |
| 13/11/1999 | Глазго     | Шотландія          | 0 – 2              | Англія             | товариський матч      | -    |           |
| 17/11/1999 | Лондон     | Англія             | 0 – 1              | Гана               | товариський матч      | -    |           |
| 23/02/2000 | Лондон     | Англія             | 0 – 0              | Аргентина          | товариський матч      | -    |           |
| 27/05/2000 | Манчестер  | Англія             | 1 – 1              | Бразилія           | товариський матч      | -    |           |
| 31/05/2000 | Лондон     | Англія             | 2 – 0              | Україна            | товариський матч      | -    |           |
| 3/06/2000  | Валлетта   | Мальта             | 1 – 2              | Англія             | товариський матч      | -    |           |
| 12/06/2000 | Ейндговен  | Португалія         | 3 – 2              | Англія             | ЧЄ 2000 - 1-й етап    | -    |           |
| 17/06/2000 | Шарлеруа   | Англія             | 1 – 0              | Німеччина          | ЧЄ 2000 - 1-й етап    | -    |           |
| 20/06/2000 | Шарлеруа   | Англія             | 2 – 3              | Румунія            | ЧЄ 2000 - 1-й етап    | -    |           |
| 2/09/2000  | Марсель    | Франція            | 1 – 1              | Англія             | товариський матч      | -    |           |
| 28/02/2001 | Бірмінгем  | Англія             | 3 – 0              | Іспанія            | товариський матч      | -    |           |
| 24/03/2001 | Лондон     | Англія             | 2 – 1              | Фінляндія          | Відбір до ЧС 2002     | -    |           |
| 28/03/2001 | Тирана     | Албанія            | 0 – 1              | Англія             | Відбір до ЧС 2002     | -    | 60'       |
| 1/09/2001  | Мюнхен     | Німеччина          | 1 – 5              | Англія             | Відбір до ЧС 2002     | -    |           |
| 5/09/2001  | Лондон     | Англія             | 2 – 0              | Албанія            | Відбір до ЧС 2002     | -    |           |
| 13/02/2002 | Амстердам  | Нідерланди         | 1 – 1              | Англія             | товариський матч      | -    | 45'       |
| 27/03/2002 | Лідс       | Англія             | 1 – 2              | Італія             | товариський матч      | -    | 45'       |
| 21/05/2002 | Сеул       | Південна Корея     | 1 – 1              | Англія             | товариський матч      | -    | 45'       |
| 26/05/2002 | Яунде      | Камерун            | 2 – 2              | Англія             | товариський матч      | -    | 45'       |
| 2/06/2002  | Сайтама    | Англія             | 1 – 1              | Швеція             | ЧС 2002 - 1-й етап    | 1    | 12'       |
| 7/06/2002  | Саппоро    | Аргентина          | 0 – 1              | Англія             | ЧС 2002 - 1-й етап    | -    |           |
| 12/06/2002 | Осака      | Нігерія            | 0 – 0              | Англія             | ЧС 2002 - 1-й етап    | -    |           |
| 15/06/2002 | Ніїґата    | Англія             | 3 – 0              | Данія              | ЧС 2002 - 1/8 фіналу  | -    |           |
| 21/06/2002 | Фукурой    | Англія             | 1 – 2              | Бразилія           | ЧС 2002 - чвертьфінал | -    |           |
| 16/10/2002 | Лондон     | Англія             | 2 – 2              | Північна Македонія | ЧЄ 2004               | -    |           |
| 12/02/2003 | Лондон     | Англія             | 1 – 3              | Австралія          | товариський матч      | -    | 45'       |
| 2/04/2003  | Лондон     | Англія             | 2 – 0              | Туреччина          | Відбір до ЧЄ 2004     | -    |           |
| 6/09/2003  | Скоп'є     | Північна Македонія | 1 – 2              | Англія             | Відбір до ЧЄ 2004     | -    | 24'       |
| 11/10/2003 | Стамбул    | Туреччина          | 0 – 0              | Англія             | Відбір до ЧЄ 2004     | -    |           |
| 1/06/2004  | Манчестер  | Англія             | 1 – 1              | Японія             | товариський матч      | -    |           |
| 5/06/2004  | Лондон     | Англія             | 6 – 1              | Ісландія           | товариський матч      | -    | 45'       |
| 13/06/2004 | Лісабон    | Франція            | 2 – 1              | Англія             | ЧЄ 2004 - 1-й етап    | -    |           |
| 17/06/2004 | Коїмбра    | Англія             | 3 – 0              | Швейцарія          | ЧЄ 2004 - 1-й етап    | -    |           |
| 21/06/2004 | Лісабон    | Хорватія           | 2 – 4              | Англія             | ЧЄ 2004 - 1-й етап    | -    |           |
| 24/06/2004 | Лісабон    | Португалія         | 2 – 2 (6 - 5 п.п.) | Англія             | ЧЄ 2004 - чвертьфінал | -    |           |
| 9/10/2004  | Манчестер  | Англія             | 2 – 0              | Уельс              | Відбір до ЧС 2006     | -    |           |
| 13/10/2004 | Баку       | Азербайджан        | 0 – 1              | Англія             | Відбір до ЧС 2006     | -    |           |
| 28/05/2005 | Чикаго     | США                | 1 – 2              | Англія             | товариський матч      | -    | кап.      |
| 8/10/2005  | Лондон     | Англія             | 1 – 0              | Австрія            | Відбір до ЧС 2006     | -    | 65'       |
| 30/05/2006 | Лондон     | Англія             | 3 – 1              | Угорщина           | товариський матч      | -    | 77'       |
| 3/06/2006  | Ліверпуль  | Англія             | 6 – 0              | Ямайка             | товариський матч      | -    | 58'       |
| 20/06/2006 | Кельн      | Швеція             | 2 – 2              | Англія             | ЧС 2006 - 1-й етап    | -    | 67'       |
| 13/10/2007 | Лондон     | Англія             | 3 – 0              | Естонія            | Відбір до ЧЄ 2008     | -    |           |
| 17/10/2007 | Москва     | Росія              | 2 – 1              | Англія             | Відбір до ЧЄ 2008     | -    |           |
| 16/11/2007 | Відень     | Австрія            | 0 – 1              | Англія             | товариський матч      | -    | 45'       |
| 21/11/2007 | Лондон     | Англія             | 2 – 3              | Хорватія           | Відбір до ЧЄ 2008     | -    |           |
| Усього     |            | Матчів             | 73                 |                    | Голів                 | 1    |           |

## Титули і досягнення
- Чемпіон Англії (2):

«Арсенал»: 2001-2002, 2003-2004
- Володар Кубка Англії (4):

«Арсенал»: 2001-2002, 2002-2003, 2004-2005
«Портсмут»: 2007-2008
- Володар Кубка Футбольної ліги (1):

«Тоттенгем Готспур»: 1998-99
- Володар Суперкубка Англії (3):

«Тоттенгем Готспур»: 1992
«Арсенал»: 2002, 2004
- Чемпіон Європи (U-18): 1993